# Sunanato di Surakarta
Il Sunanato di Surakarta (in giavanese: Kraton Surakarta) è uno dei principati che compongono ancora oggi l'Indonesia. Antico stato indipendente, oggi è stato incluso all'interno della repubblica indonesiana, pur costituendo formalmente uno stato a sé stante.
Il sunanato di Surakarta venne fondato nel 1745 da Pakubuwono II. Il sunanato di Surakarta ed il sultanato di Yogyakarta sono insieme gli stati successori del più antico sultanato di Mataram. A differenza della sua controparte di Yogyakarta, che utilizzava il titolo di sultano, il governante di Surakarta utilizza quello di sunan. Il titolo è stato talvolta anglicizzato in principe di Solo, dal luogo di residenza del sovrano locale.

## Storia

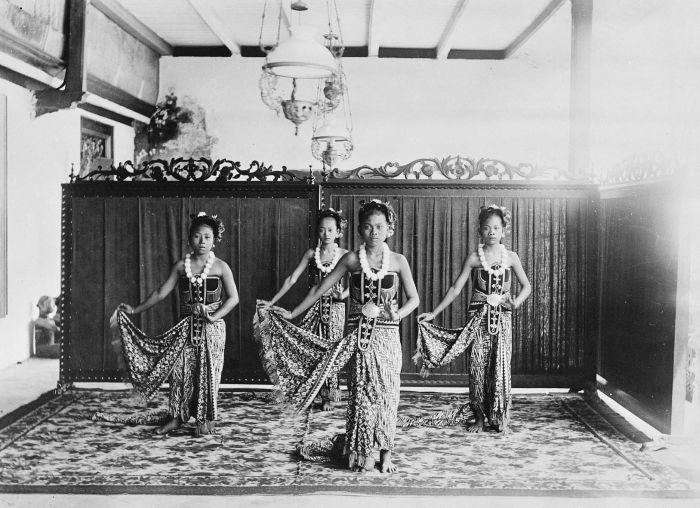
Danzatori Serimpi, 1910 circa

Dopo il regno del sultano Agung I, il potere ed il prestigio del sultanato di Mataram entrò in una fase declinante per le lotte di potere e per il conflitto di successione interno alla famiglia reale. La Compagnia olandese delle Indie orientali fomentò queste lotte per ottenere ulteriore controllo sull'isola di Giava e cercare di ottenere ulteriori concessioni a Priangan ed a Semarang. La sede del regno Mataram, Plered presso Kotagede, cadde dopo la rivolta di Trunojoyo nel 1677. Sunan Amral (Amangkurat II) ricollocò il palazzo reale a Kartasura. Durante il regno di sunan Pakubuwono II, nel 1742 Raden Mas Garendi (Sunan Kuning) guidò dei mercenari cinesi e lanciò una rivolta contro la corona e contro i coloni olandesi che la sostenevano. Raden Mas Garendi era figlio del principe Teposono e nipote di Amangkurat II. I ribelli tentarono di prendere il controllo della capitale Kartasura ed esiliarono pertanto Pakubuwono II che venne costretto a cercare rifugio presso la città di Ponorogo. Con l'aiuto di Adipati Cakraningrat IV il governante della parte occidentale di Madura, Pakubuwono II riottenne la propria capitale e riuscì a schiacciare la ribellione. Ad ogni modo il palazzo di Kartasura era stato distrutto completamente e pertanto venne considerato inadatto come luogo di residenza di un sovrano, tale era stata la carneficina che ivi si era compiuta, rendendo impuro il luogo. Pakubuwono II decise di costruire un nuovo palazzo e una nuova capitale presso il villaggio di Sala (Solo). Il trasferimento della capitale al villaggio di Sala venne commemorata nel chandrasengkala (cronogramma) Kombuling Pudya Kepyarsihing Nata datato al 17 febbraio 1745. La data è considerata la fondazione del sunanato di Surakarta.
Pakubuwono II dovette scontrarsi con numerose rivolte, tra le quali quella di Raden Mas Said, e poi quella di suo fratello minore, il principe Mangkubumi che aderì alla rivolta di Mas Said del 1746. Pakubuwono II morì di malattia nel 1749, ma prima di morire, diede in gestione gli affari del dominio di Surakarta al suo fidato amico, il barone olandese Johan von Hohendorff, un ufficiale della Compagnia olandese delle Indie orientali. Questi tutelò l'ascesa al trono del successore, Pakubuwono III, ma ovviamente fece ricadere lo stato sotto la protezione della Compagnia delle Indie olandese, iniziando nel contempo dei negoziati col principe Mangkubumi. La pace venne raggiunta solo con la divisione del sultanato di Mataram in due parti sulla base del Trattato di Giyanti il 13 febbraio 1755: il sultanato di Yogyakarta sotto il governo del principe Mangkubumi che poi divenne noto col nome di Hamengkubuwono I ed il sunanato di Surakarta col nome di Pakubuwono III.

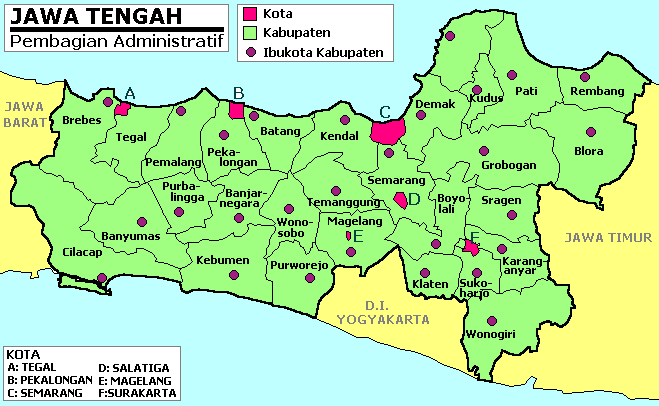
Il sunanato di Surakarta oggi comprende Surakarta, la reggenza di Boyolali, la reggenza di Karanganyar, la reggenza di Klaten, la reggenza di Sragen, la reggenza di Sukoharjo e la reggenza di Wonogiri, andando a formare la residenza di Giava Centrale.

Il trattato di Giyanti nominò anche Pangeran Mangkubumi come Sultano di Yogyakarta. Durante l'era del dominio olandese, vennero riconosciuti i due principali stati sotto il nome collettivo di Vorstenlanden Mataram. Dopo alcuni anni Surakarta venne diviso ulteriormente con la fondazione del principato di Mangkunegaran dopo la firma del Trattato di Salatiga (17 marzo 1757). Il principato Mangkunegaran venne guidato dal noto ribelle Raden Mas Said che prese il nome di Mangkunegara I. Il territorio del sultanato di Surakarta venne ridotto ulteriormente dopo la Guerra di Giava (1825–1830) sotto la guida del principe Diponegoro. Susuhunan Pakubuwono VI venne accusato di aver sostenuto segretamente la ribellione di Diponegoro e per questo punito con la resa di gran parte delle sue terre agli olandesi.

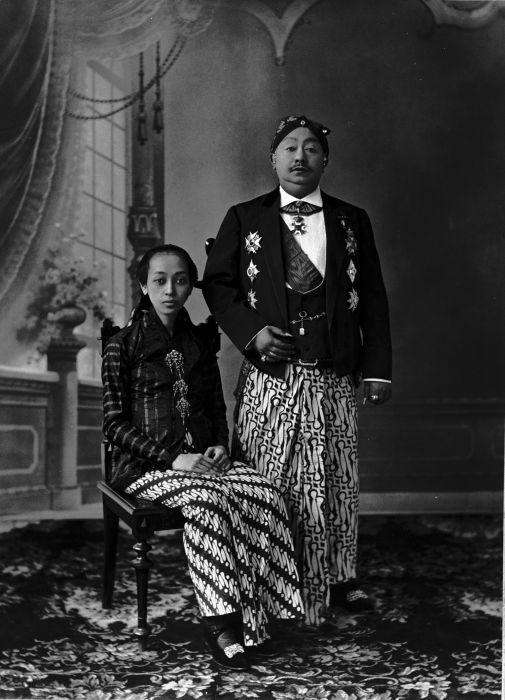
Susuhunan Pakubuwono X e la regina consorte (c. 1920)

La qualifica di Vorstenlanden ottenuta dal sunanato di Surakarta, assieme al sultanato di Yogyakarta, lo poneva direttamente come stato vassallo dell'impero olandese sotto il patronato della corona olandese. Il picco del prestigio e del potere del sunanato di Surakarta venne raggiunto durante il regno di Pakubuwono X (1893–1939) quando il Sunan rinnovò e ampliò il palazzo di Surakarta oltre alla città stessa che venne abbellita di numerose strutture. Il regno attraversò invece un periodo negativo durante la Seconda guerra mondiale, in particolare con l'occupazione giapponese dell'Indonesia.
Dopo la dichiarazione d'indipendenza della Repubblica d'Indonesia il 17 agosto 1945, dopo la rivoluzione nazionale indonesiana, il sunanato di Surakarta col principato di Mangkunegaran inviarono una lettera a Sukarno per dimostrare il loro supporto all'idea della costituzione di una repubblica indonesiana. Come ricompensa, la nuova repubblica concesse a questi stati lo status di Daerah Istimewa (regione speciale) all'interno della Repubblica d'Indonesia. Ad ogni modo, per l'agitazione politica e l'opposizione dei comunisti indonesiani e dei movimenti anti-monachici, già dal 1946 ebbero inizio delle rivolte, e pertanto il 16 giugno di quello stesso anno la repubblica indonesiana venne costretta a revocare lo status di regione speciale; Surakarta e Mangkunegara vennero entrambi riuniti quindi nella regione di Giava Centrale. Per contro, il sultanato di Yogyakarta Sultanate riuscì a mantenere il proprio status di regione speciale.

## Elenco dei Sunan di Surakarta
- Pakubuwono III, 1755 — 1788
- Pakubuwono IV, 1788 — 1820
- Pakubuwono V, 1820 — 1823
- Pakubuwono VI, 1823 — 1830
- Pakubuwono VII, 1830 — 1858
- Pakubuwono VIII, 1859 — 1861
- Pakubuwono IX, 1861 — 1893
- Pakubuwono X, 1893 — 1939
- Pakubuwono XI, 1939 — 1945
- Pakubuwono XII, 1945 — 2004
- Pakubuwono XIII, 2004 — oggi